# کلاین ۱۲۰۴۵
سیارک ۱۲۰۴۵ (به انگلیسی: 12045 Klein، نامگذاری:1997FH1) دوازده هزار و چهل و پنجمین سیارک کشف شده‌است که در ۳۰ مارس ۱۹۹۷ کشف شد.
قدر مطلق سیارک برابر ۱۳٫۱۰ است.